# Avondmaal in het huis van Simon
Avondmaal in het huis van Simon (Italiaans: Cena in casa di Simone) is een monumentaal schilderij van Paolo Veronese, voltooid in 1570. Het is een voorbeeld van Veronese's grootschalige banketscènes, waarin hij bijbelse verhalen plaatst in weelderige, eigentijdse Venetiaanse decors. Sinds 1817 maakt het werk deel uit van de collectie van de Pinacoteca di Brera in Milaan.

## Voorstelling
Het schilderij beeldt een scène uit het Evangelie volgens Lucas uit, waarin Simon de Farizeeër Jezus uitnodigt om bij hem thuis te eten. Tijdens deze maaltijd komt een vrouw, die bekendstaat als zondares, binnen. Ze knielt bij Jezus, wast zijn voeten met haar tranen, droogt ze af met haar haar, kust ze en zalft ze met kostbare olie. De vrouw wordt vaak geïdentificeerd als Maria Magdalena.
Veronese plaatst de scène op de binnenplaats van een luxueuze villa, waarvan de tuin zichtbaar is door een klassieke poort die het midden van het doek inneemt. De symmetrische compositie van de Palladiaanse architectuur en de tafels die in een U-vorm zijn geplaatst versterken het effect van het schilderij. De schilder heeft gekozen voor een karakteristiek onderaanzicht, omdat het schilderij oorspronkelijk hoger dan de toeschouwer hing. 
Jezus bevindt zich aan de linkerzijde van de compositie, waar de vrouw zijn voeten zalft. Simon de Farizeeër is ook prominent aanwezig, in het blauw gekleed, rechts van Jezus op een stoel. Aan de rechter tafel staat Judas op, te herkennen aan de geldbuidel bij zijn middel. De scène is bevolkt met diverse bijfiguren en alledaagse details. Zo zijn in het midden twee honden en een kat te zien die vechten om etensresten en rechts een bediende die van de wijn op tafel drinkt. 
Het schilderij toont Veronese's meesterlijke gebruik van kleur. Zijn composities creëren een gevoel van beweging en drama, vaak met "trompe-l'oeil" architectuur die de diepte en grandeur benadrukt. De figuren op het schilderij dragen weelderige zestiende-eeuwse kostuums, wat de scène een eigentijds Venetiaans karakter geeft. Deze artistieke keuze botste met de eisen van de Contrareformatie en leidde bij later schilderij (Het feest in het huis van Levi) zelfs tot een proces.

## Herkomst
Het schilderij werd in 1570 voltooid voor de refter van het Hiëronymietenklooster San Sebastiano in Venetië. Veronese had een diepe band met dit klooster. Hij schilderde vele andere werken voor de kloosterkerk en zou er ook begraven worden.    
Na de Franse bezetting van Venetië aan het einde van de achttiende eeuw werden veel religieuze instellingen opgeheven en hun kunstwerken geconfisqueerd. In 1817, na de val van Napoleon, werd Avondmaal in het huis van Simon toegewezen aan de Pinacoteca di Brera.   
Dit schilderij behoort tot een serie monumentale schilderijen die Veronese maakte voor de refters van kloosters in Venetië en omgeving. Tot deze serie behoren onder andere De bruiloft te Kana (1563) en Het feest in het huis van Levi (1573). Paolo Veronese maakte nog twee versies van Avondmaal in het huis van Simon, een voor het benedictijner klooster Santi Nazaro e Celso in Verona (circa 1566) en een voor het klooster van de Servieten in Venetië (circa 1572).  

## Afbeeldingen

De bruiloft te Kana (1563)
Het feest in het huis van Levi (1573)
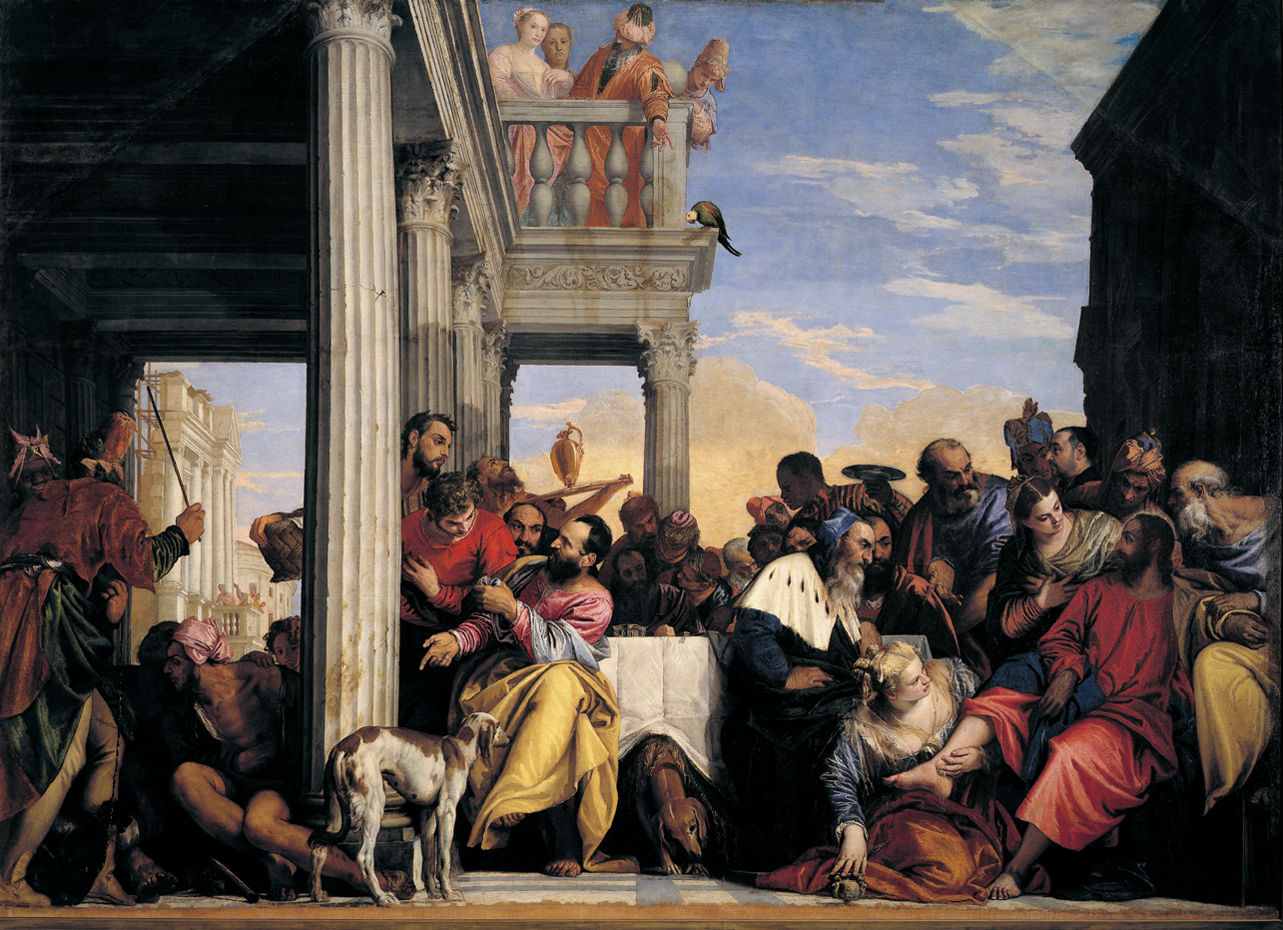
Avondmaal in het huis van Simon (ca. 1566)
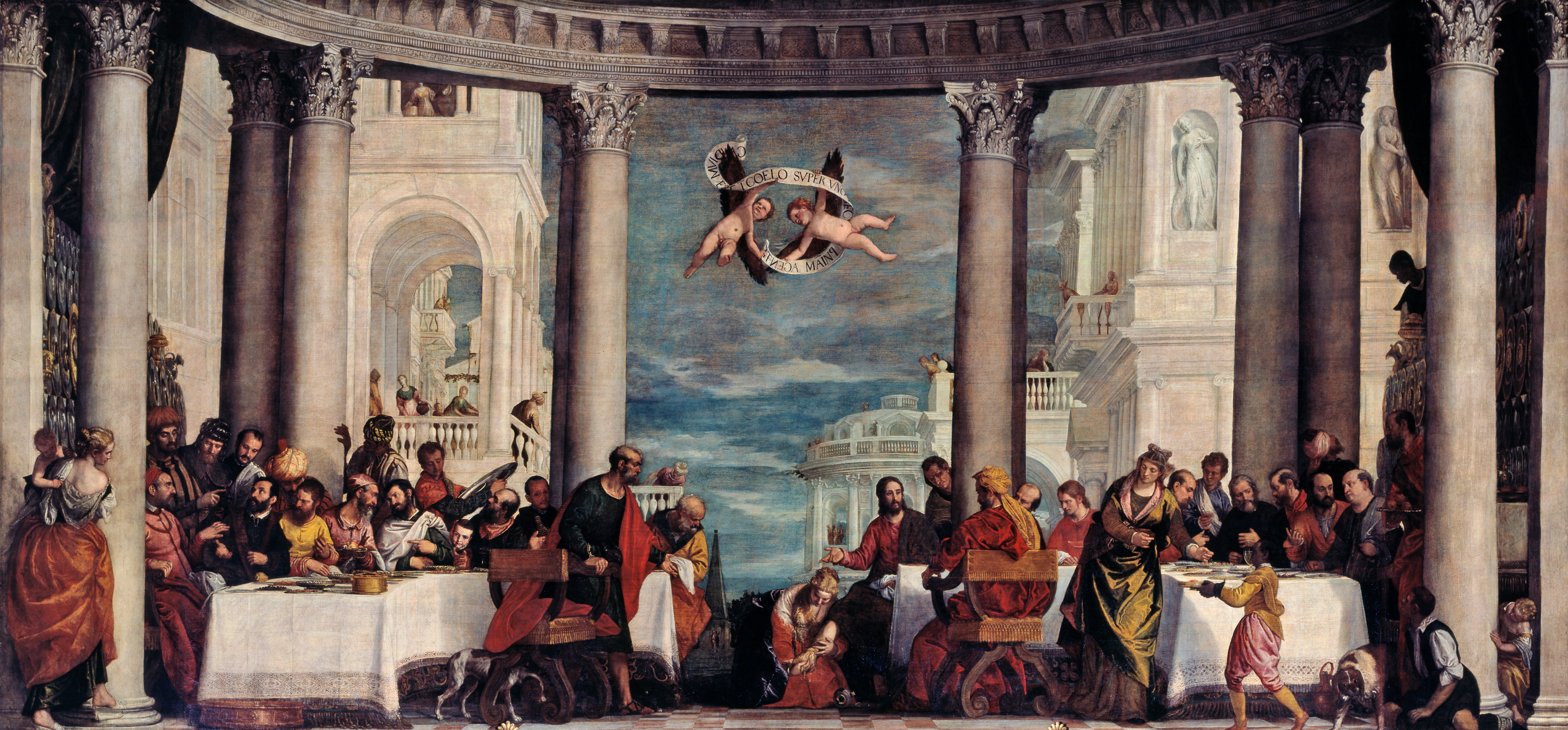
Avondmaal in het huis van Simon (ca. 1572)